# Nekrolog 1946
Nekrolog
◄◄
| ◄
| 1942
| 1943
| 1944
| 1945
| 1946 | 1947 | 1948 | 1949 | 1950 | ► | ►►
1. Quartal |
2. Quartal |
3. Quartal |
4. Quartal 
Weitere Ereignisse | Allgemeiner Nekrolog 1946
Die Beschreibung der verstorbenen Person sollte so kurz wie möglich gehalten sein und nur deren signifikante Tätigkeit(en) enthalten.
Neue Namen ggf. auch unter dem Geburts- und Sterbedatum, also etwa unter 1. Januar und im Geburts- und Sterbejahr (2024) eintragen (nur bei entsprechender großer Wichtigkeit). Für Beispiele siehe die schon vorhandenen Artikel.
Außerdem über die fünf zuletzt Verstorbenen, zu denen es einen ausreichend guten Artikel für eine Präsentation auf der Hauptseite gibt, nach der todesbedingten Überarbeitung der Artikel ggf. auch unter Wikipedia Diskussion:Hauptseite informieren und sie am besten auch in den anderen Wikipedia-Sprachversionen eintragen. Tipp: Regelmäßig bei news.google.de nach „ist tot“, „gestorben“ oder „verstorben“ suchen.
Wenn eine Person gestorben ist, gibt es viele Seiten zu dieser Person in der Wikipedia, die davon auch betroffen sind und entsprechend aktualisiert werden müssen. Beispiele: Namenübersichtsseite, Geburtsjahr, Geburtsort-Seiten und viele mehr.
Wie finde ich die betroffenen Seiten?
Im Suchfeld auf der linken Seite gibt man den Suchbegriff so ein: „Vorname Nachname“. Dann klickt man auf Volltext und alle Seiten mit entsprechendem Suchtext werden aufgerufen. Hier sieht man dann schnell, wo auch das Todesjahr Sinn macht oder sogar ein Teil des Artikels angepasst werden muss. Auch hilft das „Werkzeug“ auf der linken Seite sehr gut, um solche Seiten aufzufinden: „Links auf diese Seite“. Somit ist die Wikipedia wieder aktuell in allen Bereichen! Hinweis: bei Eintragung der Kategorie „Gestorben JAHR“ wird der Missbrauchsfilter 49 ausgelöst, was jedoch nicht schlimm ist. Siehe: Spezial:Missbrauchsfilter/49
Dies ist eine Liste von im Jahr 1946 verstorbenen bekannten Persönlichkeiten. Die Einträge erfolgen innerhalb der einzelnen Daten alphabetisch sortiert. Tiere sind im Nekrolog für Tiere zu finden.
Die Liste ist nach Quartalen aufgeteilt:
- Nekrolog 1. Quartal 1946: Januar, Februar und März
- Nekrolog 2. Quartal 1946: April, Mai und Juni
- Nekrolog 3. Quartal 1946: Juli, August und September
- Nekrolog 4. Quartal 1946: Oktober, November und Dezember

## Datum unbekannt
| Tag                         | Name                                  | Beruf, bekannt als | Alter | Beleg |
| --------------------------- | ------------------------------------- | --- | ----- | ----- |
|                             | Émilienne d’Alençon                   | französische Ballett-Tänzerin und Schauspielerin                                                                          |       |       |
|                             | Franz Arens                           | österreichischer Historiker, Kulturwissenschaftler und Übersetzer                                                         |       |       |
|                             | Rudolf von Arps-Aubert                | deutscher Kunsthistoriker und Museumsdirektor                                                                             |       |       |
|                             | Paul Adolf Bamberg                    | deutscher Industrieller                                                                                                   |       |       |
|                             | Alfredo Barsanti                      | italienischer Kunsthändler in Rom                                                                                         |       |       |
|                             | Helene von Beckerath                  | deutsche Malerin |       |       |
|                             | Luigi Bellini                         | italienischer Soziologe                                                                                                   |       |       |
|                             | Jelica Belović-Bernardzikowska        | bosnisch-serbische Pädagogin, Ethnologin und Schriftstellerin sowie Herausgeberin der ersten serbischen Frauenzeitschrift |       |       |
|                             | Folke Bergman                         | schwedischer Archäologe                                                                                                   |       |       |
|                             | Augusta Bernard                       | französische Modeschöpferin                                                                                               |       |       |
|                             | Wilhelm Bisse                         | deutscher Politiker (NSDAP), MdR                                                                                          |       |       |
|                             | August Blunck                         | deutscher Architekt und Maler                                                                                             |       |       |
|                             | Walter Bombe                          | deutscher Kunsthistoriker                                                                                                 |       |       |
|                             | Roger de Borchgrave                   | belgischer Diplomat |       |       |
|                             | Ferdinand Breuer                      | deutscher Arzt |       |       |
|                             | Artur Buchenau                        | deutscher Philosoph, Lehrer und Lektor                                                                                    |       |       |
|                             | Joaquim da Costa Guterres             | osttimoresischer Herrscher                                                                                                |       |       |
|                             | Umberto di Lelio                      | italienischer Opernsänger (Bass) und Gesangspädagoge                                                                      |       |       |
|                             | Fritz Diller                          | deutscher Bildhauer und Porzellanbildner                                                                                  |       |       |
|                             | Rufus A. Doughton                     | US-amerikanischer Politiker                                                                                               |       |       |
|                             | Adolf von Duisburg                    | deutscher Offizier und Sprach- und Kulturwissenschaftler                                                                  |       |       |
|                             | Joseph William Tell Duvel             | US-amerikanischer Kulturtechnologe                                                                                        |       |       |
|                             | Miroslav Filipović                    | Ustascha-Milizionär, Kollaborateur und KZ-Kommandant                                                                      |       |       |
|                             | Heinrich Fischer                      | deutscher Landwirt und Politiker (DNVP, CNBL), MdL                                                                        |       |       |
|                             | Ștefan Foriș                          | ungarisch-rumänischer Kommunist und Journalist                                                                            |       |       |
|                             | Sergej von Freymann                   | russisch-usbekischer Schachmeister                                                                                        |       |       |
|                             | Ludwig Wilhelm von Gans               | deutscher Unternehmer |       |       |
|                             | Albrecht Giersch                      | deutscher Schriftsteller                                                                                                  |       |       |
|                             | Paule Gobillard                       | französische Malerin |       |       |
|                             | Julius Greßler                        | deutscher Lehrer und Politiker (DDP, DStP), MdL                                                                           |       |       |
|                             | Ernst Günther Gründel                 | deutscher Historiker und Kulturphilosoph                                                                                  |       |       |
|                             | Robert Gsell                          | Schweizer Luftfahrtpionier                                                                                                |       |       |
|                             | Fritz Hartmann                        | österreichischer Chirurg und Hochschullehrer                                                                              |       |       |
|                             | Hans Hauptmann                        | deutscher Schriftsteller und völkisch-nationaler und antisemitischer Publizist                                            |       |       |
|                             | Iwan Helda                            | weißrussischer Major |       |       |
|                             | Aribert Heymann                       | deutscher Hockeyspieler                                                                                                   |       |       |
|                             | Robert Heymann                        | deutscher Schriftsteller, Filmregisseur und Drehbuchautor                                                                 |       |       |
|                             | Franz Hoffmann                        | österreichischer Militärkapellmeister und Komponist                                                                       |       |       |
|                             | Hans Honig                            | deutscher Verwaltungsjurist und Politikerin (SPD), MdPl                                                                   |       |       |
|                             | William H. Hornibrook                 | US-amerikanischer Politiker und Diplomat                                                                                  |       |       |
|                             | Jakob Hummel                          | sowjetischer Archäologe und Volkskundler deutscher Abstammung                                                             |       |       |
|                             | Ichikawa Hikotarō                     | japanischer Diplomat |       |       |
|                             | Jakob Carl Junior                     | deutscher Bauunternehmer                                                                                                  |       |       |
|                             | Joseph Junker                         | deutscher Unternehmer |       |       |
|                             | Heinrich Kiefer                       | deutscher Architekt |       |       |
|                             | Hüseyin Hüsnü Kılkış                  | türkischer Generalleutnant                                                                                                |       |       |
|                             | Georg Kindermann                      | deutscher Maler, Zeichner und Kunstpädagoge, Rugbyspieler und Mitbegründer von Hannover 96                                |       |       |
|                             | Walter Klamroth                       | deutscher Bankmanager |       |       |
|                             | Leon Kobrin                           | jiddischer Schriftsteller, Übersetzer und Journalist in New York                                                          |       |       |
|                             | Max König                             | deutscher Politiker (SPD/USPD/KPD/SAP), Gewerkschafter und Verbandsfunktionär, MdL Preußen                                |       |       |
|                             | Paul Köster                           | deutscher Landschafts- und Marinemaler                                                                                    |       |       |
|                             | Oskar Kramer                          | deutscher Architekt und sächsischer Baubeamter                                                                            |       |       |
|                             | Fred Lambart                          | kanadischer Bergsteiger                                                                                                   |       |       |
|                             | Federico Laredo Brú                   | kubanischer Politiker und Jurist, Staatspräsident von Kuba (1936–1940)                                                    |       |       |
|                             | August Laskus                         | deutscher Bauingenieur |       |       |
|                             | Ákos László                           | ungarischer Komponist |       |       |
|                             | Hans Lentz                            | deutscher Verwaltungsbeamter                                                                                              |       |       |
|                             | James H. Leuba                        | US-amerikanischer Psychologe                                                                                              |       |       |
|                             | Boris Pawlowitsch Lissunow            | sowjetischer Flugzeugkonstrukteur                                                                                         |       |       |
|                             | Carl Magee                            | US-amerikanischer Rechtsanwalt und Verleger                                                                               |       |       |
|                             | Titus von Margwelaschwili             | georgischer Philosoph und Journalist                                                                                      |       |       |
|                             | Alfonso Nunes de Mattos               | portugiesischer Filmproduzent                                                                                             |       |       |
|                             | Eugène Merle                          | französischer Verleger |       |       |
|                             | Adolphe de Meyer                      | französischer Maler und Fotograf                                                                                          |       |       |
|                             | Eugen Michel                          | deutscher Architekt und Hochschullehrer                                                                                   |       |       |
|                             | August Müller                         | deutscher Nationalökonom, Publizist und Politiker (SPD, DDP)                                                              |       |       |
|                             | Philipp Nitze                         | deutscher Architekt |       |       |
|                             | A. Albert Noelte                      | deutsch-US-amerikanischer Komponist, Musikpädagoge und -kritiker                                                          |       |       |
|                             | Pietro Orsi                           | italienischer Politiker, ernannter Bürgermeister (Podestà) Venedigs (1926–1929)                                           |       |       |
|                             | César Pain                            | französischer Architekt                                                                                                   |       |       |
|                             | Montague Bentley Talbot Paske Smith   | britischer Botschafter |       |       |
|                             | Manuel Perez                          | US-amerikanischer Jazz-Trompeter (Kornett) und Bandleader des New Orleans Jazz                                            |       |       |
|                             | Richard Petersen                      | deutscher Ingenieur und Hochschullehrer                                                                                   |       |       |
|                             | Joseph Petit                          | US-amerikanischer Jazzmusiker (Posaune)                                                                                   |       |       |
|                             | Albert Otto von Pflugk                | deutscher Augenarzt, Hochschullehrer und Brillensammler                                                                   |       |       |
|                             | Paul Poulet                           | belgischer Mathematiker                                                                                                   |       |       |
| zwischen 2. und 9. Dezember | Frank Powell                          | walisischer Fußballspieler und -trainer                                                                                   | 63    |       |
|                             | Sebastián Pozas                       | spanischer General im Dienst der Zweiten Spanischen Republik                                                              |       |       |
|                             | Dionís Renart                         | spanischer Bildhauer und Astronom                                                                                         |       |       |
|                             | Usewalad Rodska                       | weißrussischer politischer Aktivist                                                                                       |       |       |
|                             | Wilhelm Rögge der Jüngere             | deutscher Genre- und Historienmaler sowie Illustrator                                                                     |       |       |
|                             | Werner Römpagel                       | deutscher SA-Führer |       |       |
|                             | Mitrofan Sergejewitsch Rukawischnikow | russisch-sowjetischer Bildhauer und Grafiker                                                                              |       |       |
|                             | Frank Samuelsen                       | norwegisch-US-amerikanischer Ruderer, überquerte als erster den Atlantik im Ruderboot                                     |       |       |
|                             | Walter Sanß                           | deutscher Fußball-Funktionär                                                                                              |       |       |
|                             | Mikalaj Schkjaljonak                  | weißrussischer politischer Aktivist                                                                                       |       |       |
|                             | Karl von Schlieffen                   | deutscher Verwaltungsbeamter, Rittergutsbesitzer und Politiker                                                            |       |       |
|                             | Ernst Schmitt                         | deutscher Diplomat und Schriftsteller                                                                                     |       |       |
|                             | Gustav Schmoll                        | deutscher Architekt und Mitglied der Stadtverordnetenversammlung in Saarbrücken                                           |       |       |
|                             | Joseph Schorer                        | deutscher Fotograf |       |       |
|                             | Paul Schroeter                        | deutscher Maler und Radierer                                                                                              |       |       |
| 5. März oder 1. April       | Alf von Sievers                       | deutscher Schauspieler |       |       |
|                             | Arthur Selbmann                       | deutscher Bildhauer |       |       |
|                             | Erwin Selck                           | deutscher Manager und Vorstand der I.G. Farben-Industrie AG                                                               |       |       |
|                             | Horatio Elwin Smith                   | US-amerikanischer Romanist und Literaturwissenschaftler                                                                   |       |       |
|                             | Stanisława Starostka                  | polnische Kriegsverbrecherin und Funktionshäftling in den Konzentrationslagern Auschwitz-Birkenau und Bergen-Belsen       |       |       |
|                             | Walther Steinhäuser                   | deutscher Geologe und Höhlenforscher                                                                                      |       |       |
|                             | Max Stury                             | deutscher Maler und Opernsänger (Bariton)                                                                                 |       |       |
|                             | Tao Xingzhi                           | chinesischer Erziehungswissenschaftler und Reformpädagoge                                                                 |       |       |
|                             | Mila Theren                           | österreichische Theaterschauspielerin und Soubrette                                                                       |       |       |
|                             | Eduard Tschunkur                      | deutscher Chemiker |       |       |
|                             | Otto Ulmer                            | deutscher Verwaltungsjurist                                                                                               |       |       |
|                             | Artur Vieregg                         | deutscher Eiskunstläufer                                                                                                  |       |       |
|                             | Heinrich Walbaum                      | deutscher Chemiker |       |       |
|                             | Max Walter                            | deutscher Kirchenmusiker und Komponist                                                                                    |       |       |
|                             | Else Wentscher                        | deutsche Philosophin und Pädagogin                                                                                        |       |       |
|                             | Mary V. Wheelhouse                    | britische Malerin, Illustratorin und Suffragette                                                                          |       |       |
|                             | Josef Witiska                         | österreichischer Jurist und SS-Führer                                                                                     |       |       |
|                             | Ioannis Zepos                         | griechischer Rechtswissenschaftler                                                                                        |       |       |
|                             | Albert Ziegler                        | rumäniendeutscher Flugpionier und erster siebenbürgisch-sächsischer Flieger                                               |       |       |
|                             | Ernst Ziesel                          | deutscher Architekt |       |       |